# Vjatjeslav Menzjinskij
Vjatjeslav Menzjinskij (polska: Wiaczesław Mężyński; ryska: Вячеслав Рудольфович Менжинский), född 19 augusti 1874 i Sankt Petersburg, död 10 maj 1934 i Moskva var en polsk-rysk kommunist och sovjetisk politiker och tjekist. 
Menzjinskij deltog som gymnasist och student i den revolutionära rörelsen, anslöt sig 1902 till socialdemokraterna och 1903 till bolsjevikerna, vistades 1907–1917 i landsflykt.
Efter återkomsten till Ryssland tog Menzjinskij aktiv del i oktoberrevolutionen år 1917 och var 1917–1918 folkkommissarie för finanserna. Menzjinskij ägnade sig därefter åt organiserandet av den politiska polisen och gjorde stora insatser för regimens befästande genom sin verksamhet inom denna 1919–1923 som presidiemedlem i Tjekan, 1923–1926 som vice ordförande och 1926–1934 som ordförande i GPU.
På grund av sjukdom överlät Menzjinskij under sina sista år ämbetets skötsel åt vice ordförande Genrich Jagoda, som, enligt domstolsutslaget (mars 1938) i processen mot det så kallade högerblocket och trotskisterna, skall ha förgiftat Menzjinskij genom hans läkare Lev Levin.